# Metzdorf (Kulmbach)
Metzdorf (oberfränkisch: Medsdoaf) ist ein Gemeindeteil der Großen Kreisstadt Kulmbach im Landkreis Kulmbach (Oberfranken, Bayern). Die Gemarkung Metzdorf hat eine Fläche von 3,041 km². Sie ist in 1781 Flurstücke aufgeteilt, die eine durchschnittliche Flurstücksfläche von 1707,22 m² haben. In ihr liegen neben dem namensgebenden Ort die Gemeindeteile Petzmannsberg, Priemershof und Ziegelhütten.

## Geografie
Der ehemalige Weiler Metzdorf bildet mit Ziegelhütten im Osten eine geschlossene Siedlung an der Dobrach. Durch die Gemarkung verläuft der Fränkische Marienweg.

## Geschichte
Der Ort wurde 1360 als „Meczelstorf“ erstmals urkundlich erwähnt. Das Bestimmungswort ist der Personenname des Siedlungsgründers Mazelin.
Gegen Ende des 18. Jahrhunderts gab es in Metzdorf 13 bewohnte Anwesen (1 Mahlmühle, 12 Weinberggütlein) und 2 unbewohnte Anwesen (1 Tropfgütlein, 1 Hofstatt). Das bayreuthische Stadtvogteiamt Kulmbach übte das Hochgericht aus und hatte zugleich die Dorf- und Gemeindeherrschaft. Das Kastenamt Kulmbach war Grundherr sämtlicher Anwesen.
Von 1797 bis 1810 unterstand der Ort dem Justiz- und Kammeramt Kulmbach. Mit dem Gemeindeedikt wurde Metzdorf dem 1811 gebildeten Steuerdistrikt Burghaig und der 1812 gebildeten gleichnamigen Ruralgemeinde zugewiesen. Mit dem Zweiten Gemeindeedikt (1818) entstand die Ruralgemeinde Metzdorf gebildet, zu der Petzmannsberg, Priemershof und Ziegelhütten gehörten. Sie war in Verwaltung und Gerichtsbarkeit dem Landgericht Kulmbach zugeordnet und in der Finanzverwaltung dem Rentamt Kulmbach (1919 in Finanzamt Kulmbach umbenannt). In der freiwilligen Gerichtsbarkeit gehörten 9 Anwesen in Petzmannsberg bis 1848 dem Patrimonialgericht Schmeilsdorf an. Ab 1862 gehörte Metzdorf zum Bezirksamt Kulmbach (1939 in Landkreis Kulmbach umbenannt). Die Gerichtsbarkeit blieb beim Landgericht Kulmbach (1879 in das Amtsgericht Kulmbach umgewandelt). Die Gemeinde hatte eine Gebietsfläche von 3,072 km².
Am 1. April 1946 wurde die Gemeinde Metzdorf nach Kulmbach eingegliedert. Im Jahr 2010 beging Metzdorf die 650-Jahr-Feier.

### Baudenkmäler
- Kirchenweg 3: Wohnstallhaus
- Metzdorf 3: Wohnstallhaus
- Metzdorf 6: Wohnstallhaus

### Einwohnerentwicklung

#### Gemeinde Metzdorf
| Jahr      | 1818  | 1840   | 1852   | 1855   | 1861   | 1867   | 1871   | 1875   | 1880   | 1885   | 1890   | 1895   | 1900   | 1905   | 1910   | 1919   | 1925  | 1933   | 1939   |
| Einwohner | 310   | 332    | 359    | 375    | 384    | 391    | 390    | 422    | 441    | 529    | 602    | 776    | 860    | 914    | 974    | 941    | 1042  | 1207   | 1379   |
| Häuser    | 54    |        |        |        |        |        | 62     |        |        | 66     | 71     |        | 85     |        |        |        | 122   |        |        |
| Quelle    | [ 8 ] | [ 14 ] | [ 14 ] | [ 14 ] | [ 15 ] | [ 16 ] | [ 17 ] | [ 18 ] | [ 19 ] | [ 20 ] | [ 21 ] | [ 14 ] | [ 22 ] | [ 14 ] | [ 23 ] | [ 14 ] | [ 9 ] | [ 14 ] | [ 14 ] |

#### Ort Metzdorf
| Jahr      | 001818 | 001861 | 001871 | 001885 | 001900 | 001925 | 001950 | 001961 | 001970 | 001987 | 002010 |
| Einwohner | 189 *  | 121    | 126    | 161    | 194    | 207    | 425    | 430    | 26     | †      | 642    |
| Häuser    | 31 *   |        |        | 20     | 21     | 27     | 50     | 71     |        | †      |        |
| Quelle    | [ 8 ]  | [ 15 ] | [ 17 ] | [ 20 ] | [ 22 ] | [ 9 ]  | [ 24 ] | [ 25 ] | [ 26 ] | [ 27 ] |        |

## Religion
Metzdorf ist seit der Reformation evangelisch-lutherisch geprägt und war ursprünglich nach St. Petrus (Kulmbach) gepfarrt, seit der zweiten Hälfte des 20. Jahrhunderts ist die Pfarrei Friedenskirche (Ziegelhütten) zuständig.